# Jyske mesterskab 1940-41 (fodbold)

Det jyske mesterskab i fodbold 1940-41 var den 43. udgave af turneringen om det jyske mesterskab i fodbold for herrer organiseret af Jydsk Boldspil-Union. Turneringen blev vundet af AaB, der i finalen besejrede Vejen SF.
 Tysklands besættelse af Danmark skabte besværligheder med at skaffe brændstof. Derfor blev den jyske mesterrække i 1940 opdelt i fire geografiske kredse i stedet for to.
De fire kredsvindere avancerede til slutspillet sammen med de to bedst placerede jyske hold i Danmarksturneringen, AaB og Vejen SF. De to bedste hold fra JBUs Mesterskabsrække, Esbjerg fB og Randers Freja, rykkede op i Danmarksturneringen 1941-42. Der var ingen nedrykning.

Vejle deltog ikke, fordi klubben spillede med i Danmarksturneringen 1940-41.

## JBUs Mesterskabsrække

### Kred 1
| Pos | Hold           | K | V | U | T | M+ | M- | MR    | P  | Kvalifikation eller nedrykning |
| --- | -------------- | - | - | - | - | -- | -- | ----- | -- | ------------------------------ |
| 1   | Randers Freja  | 8 | 7 | 0 | 1 | 38 | 9  | 4,222 | 14 | Kvalifikation til semifinale   |
| 2   | Aalborg Chang  | 8 | 4 | 1 | 3 | 24 | 14 | 1,714 | 9  |                                |
| 3   | Aalborg Freja  | 8 | 3 | 0 | 5 | 18 | 18 | 1,000 | 6  |                                |
| 4   | AaB II (O)     | 8 | 2 | 1 | 5 | 9  | 36 | 0,250 | 5  |                                |
| 5   | Brønderslev IF | 8 | 2 | 0 | 6 | 12 | 24 | 0,500 | 4  |                                |

### Kreds 2
| Pos | Hold        | K | V | U | T | M+ | M- | MR    | P | Kvalifikation eller nedrykning |
| --- | ----------- | - | - | - | - | -- | -- | ----- | - | ------------------------------ |
| 1   | Horsens fS  | 6 | 4 | 1 | 1 | 13 | 10 | 1,300 | 9 | Kvalifikation til semifinale   |
| 2   | Grenaa IF   | 6 | 4 | 0 | 2 | 21 | 11 | 1,909 | 8 |                                |
| 3   | Aarhus 1900 | 6 | 1 | 2 | 3 | 9  | 13 | 0,692 | 4 |                                |
| 4   | AGF II      | 6 | 0 | 3 | 3 | 9  | 18 | 0,500 | 3 |                                |

### Kreds 3
| Pos | Hold               | K | V | U | T | M+ | M- | MR    | P  | Kvalifikation eller nedrykning |
| --- | ------------------ | - | - | - | - | -- | -- | ----- | -- | ------------------------------ |
| 1   | Ikast fS           | 8 | 5 | 1 | 2 | 21 | 22 | 0,955 | 11 | Kvalifikation til semifinale   |
| 2   | Herning Fremad (O) | 8 | 4 | 1 | 3 | 25 | 17 | 1,471 | 9  |                                |
| 3   | Holstebro BK       | 8 | 4 | 1 | 3 | 18 | 13 | 1,385 | 9  |                                |
| 4   | Viborg FF          | 8 | 4 | 1 | 3 | 22 | 19 | 1,158 | 9  |                                |
| 5   | Skive IK           | 8 | 0 | 2 | 6 | 9  | 24 | 0,375 | 2  |                                |

### Kreds 4
| Pos | Hold         | K | V | U | T | M+ | M- | MR    | P | Kvalifikation eller nedrykning |
| --- | ------------ | - | - | - | - | -- | -- | ----- | - | ------------------------------ |
| 1   | Esbjerg fB   | 6 | 4 | 1 | 1 | 21 | 10 | 2,100 | 9 | Kvalifikation til semifinale   |
| 2   | Haderslev FK | 6 | 3 | 1 | 2 | 13 | 14 | 0,929 | 7 |                                |
| 3   | Kolding IF   | 6 | 2 | 2 | 2 | 18 | 11 | 1,636 | 6 |                                |
| 4   | Esbjerg FC   | 6 | 0 | 2 | 4 | 4  | 21 | 0,190 | 2 |                                |

### JBU Mesterrækken semifinaler
| 18. maj 1941 |

| Horsens fS | 0 - 8 | Esbjerg fB                                                                                 |
| ---------- | ----- | ------------------------------------------------------------------------------------------ |
|            |       | Egon Mathiesen 0-1' 0-4' · Walther Isaksen 0-2' 0-5' 0-8' · John Nordhald 0-3' 0-6' 0-7' · |

|  |

| 18. maj 1941 |

| Randers Freja  | 8 - 1 | Ikast fS |
| -------------- | ----- | -------- |
| Herman Poulsen |       |          |

| Silkeborg stadion, Silkeborg |

### JBU Mesterrækken finale
| 25. maj 1941 |

| Randers Freja                                | 3 - 0   | Esbjerg fB |
| -------------------------------------------- | ------- | ---------- |
| Herman Poulsen 1-0' 2-0' · Alex Clausen 3-0' | (2 - 0) |            |

| Horsens Idrætspark, Horsens |

## Slutspil

### Semifinaler
| 8. juni 1941 |

| Esbjerg fB | 0 - 2   | Vejen SF |
| ---------- | ------- | -------- |
|            | (0 - 1) |          |

| Esbjerg Idrætspark, Esbjerg Tilskuere: 2.500 |

| 8. juni 1941 |

| Randers Freja | 0 - 1   | AaB               |
| ------------- | ------- | ----------------- |
|               | (0 - 1) | Kaj Hansen 0-1' · |

| Randers stadion, Randers Tilskuere: 3.000 |

### Finale
| 22. juni 1941 |

| AaB                                       | 3 - 1   | Vejen SF            |
| ----------------------------------------- | ------- | ------------------- |
| Svend Frikke 28' 49' · Villy Petersen 88' | (1 - 1) | Egon Knudsen 1-1' · |

| Horsens Idrætspark, Horsens Tilskuere: 1.500 |